# Chironius multiventris
Chironius multiventris, popularmente conhecida como caninana, cobra-cipó, cobra-verde, sacaiboia e serra-velha, é uma serpente diurna e semiarbórea da família dos colubrídeos (Colubridae).

## Etimologia
O nome popular sacaiboia deriva do tupi ïsakai'mboya, que é formado por ïsaka'i ("sacaí", um tipo de macaco) e mboya ("cobra"). Caninana deriva do tupi ka'a, com o sentido de "mato, vegetação", e uma forma verbal de ñane, que significa "que corre, que se espraia". Foi registrado em ca. 1584 como caninana, em 1587 como caninam, em 1610 como carunana, em 1817 como cahinanna e em 1871 como cainana.
O nome Chironius foi cunhado por Leopold Fitzinger em 1826, mas provavelmente se originou em 1790 com Blasius Merrem, que usou o nome comum "Cobra de Quíron" para Coluber carinatus de Carlos Lineu. Na mitologia grega, Quíron era um centauro famoso por suas habilidades de cura. Da mesma forma, na civilização grega antiga, os doentes, em busca de cura, afluíam aos templos onde cobras sagradas eram cuidadosamente cuidadas e apresentadas aos sofredores. O epíteto específico multiventris deriva do latim multus, "muitos, múltiplos, numerosos", e venter, "ventre", em referência ao número relativamente alto de tipos de ventres na espécie se comparado a outros membros do gênero Chironius.

## Taxonomia e sistemática
Chironius multiventris foi descrito pela primeira vez em 1943 por Schmidt & Walker. Seu holótipo é FMNH 38250 e sua localidade-tipo são as Selvas do Rio Mãe de Deus, no distrito de Mãe de Deus, no Peru. Leopold Fitzinger (1826) revisou o material-tipo de Lineu e propôs a criação do gênero Chironius para alocar algumas espécies morfologicamente distintas de outros Coluber como Chironius exoletus, C. fuscus, C. saturninus (= C. fuscus) e C. carinatus, que foi reconhecida como espécie-tipo. O gênero Chironius compreendem atualmente 21 espécies reconhecidas, amplamente distribuídas pela América Central e América do Sul. A primeira revisão taxonômica do gênero foi realizada por Bailey (1955), que reconheceu sete táxons, incluindo uma nova subespécie, Chironius multiventris foveatus.
Dixon et al. (1993) conduziram uma revisão sistemática abrangente do gênero, reunindo dados sobre caracteres merísticos, morfométricos, padrão de coloração e morfologia hemipeniana. Esses autores também propuseram a primeira hipótese de relações filogenéticas para Chironius, mas sem o uso de metodologia cladística, e descreveram quatro novos táxons. Hollis (2006) apresentou a primeira hipótese cladística de relações filogenéticas entre representantes do gênero, com base em dados morfológicos. Mais recentemente, Klaczko et al. (2014) combinaram análises morfológicas e filogenéticas moleculares, corroborando a monofilia de Chironius, conforme proposto anteriormente por Dixon et al. (1993) e Hollis (2006).

## Descrição
Machos de Chironius multiventris podem atingir até 261,1 centímetros de comprimento total, enquanto as fêmeas chegam a cerca de 209,7 centímetros. A dentição maxilar apresenta de 34 a 38 dentes. As escamas ventrais variam de 184 a 193 nos machos e de 183 a 193 nas fêmeas; as caudais, sempre divididas, de 189 a 203 nos machos e de 192 a 201 nas fêmeas - embora um caso excepcional tenha registrado uma fêmea com 206 escamas caudais. Pode ser distinguido de C. exoletus por apresentar um número significativamente maior de escamas ventrais (161–196 contra 123–162) e uma cauda proporcionalmente mais longa. Difere também de C. fuscus e C. leucometapus por possuir 12 fileiras de escamas dorsais no meio do corpo - ao invés das 10 desses táxons - e por ter a placa anal dividida.
A espécie é caracterizada por apresentar 12 fileiras de escamas dorsais na região média do corpo e placa anal dividida. As escamas dorsais organizam-se, geralmente, em 12-12-10 séries longitudinais, embora haja variações como 12-12-8, 12-12-9, 13-12-10 e 14-12-10. As duas fileiras vertebrais costumam apresentar carenas, mais evidentes nos machos e em algumas fêmeas. As escamas laterais são fortemente oblíquas, com exceção das paraventreais. Fossetas apicais estão presentes em todas as escamas do corpo, mais visíveis na nuca e no pescoço, geralmente uma por escama, mas ocasionalmente duas. A fórmula cefálica inclui: nasal dividido; loreal mais longo que largo; uma pré-ocular e três pós-oculares (variando para 1+2 ou 1+4, simetricamente ou não); temporais geralmente 1+2, raramente 1+1; supralabiais geralmente 9-9 (variações incluem 8-8, 9-10 ou 10-10), sendo o 4.º, 5.º e 6.º normalmente em contato com a órbita (variações com o 5.º e 6.º, ou ainda 5.º, 6.º e 7.º); infralabiais geralmente 10-10, podendo variar entre 9-9, 9-10, 10-11 e 11-11, com cinco geralmente em contato com os mentais anteriores, que são mais curtos que os posteriores.
A espécie apresenta coloração ontogenética distinta. Os juvenis possuem dorso marrom-oliva claro, com escamas mais claras formando barras transversais em zigue-zague, mais nítidas que nos adultos. Já os indivíduos adultos exibem coloração dorsal marrom-escura, frequentemente com uma faixa vertebral clara contornada por tons escuros, especialmente em machos. As quilhas das escamas paravertebrais formam duas linhas longitudinais negras. A parte pósterolateral do corpo e da cauda frequentemente apresenta barras transversais claras espaçadas. Os flancos pardo-escuros geralmente se estendem pelas margens das ventrais e caudais, podendo formar uma faixa enegrecida ao longo da cauda. A cabeça tende a ser mais clara, com a região látero-nucal marcando um padrão semelhante a um colar. A superfície ventral é fortemente angulada, de coloração amarelo-esbranquiçada com uma linha escurecida mediana que continua até a base da cauda.

## Distribuição e habitat
Chironius multiventris ocorre nas terras baixas do Peru, Equador, Colômbia, Suriname, Guiana, Guiana Francesa e Venezuela, em altitudes que variam do nível do mar até cerca de 670 metros. No Brasil, está presente no Maranhão, Mato Grosso, Tocantins, Roraima, Rondônia, Pará, Amazonas, Amapá e Acre. Habita principalmente florestas tropicais primárias, matas de galeria e, ocasionalmente, áreas alteradas pelo homem, como estradas e jardins em zonas rurais.

## Ecologia
Chironius multiventris é uma serpente diurna e semiarbórea. Durante o dia, pode ser vista movendo-se ativamente tanto no solo da floresta quanto sobre arbustos e árvores, alcançando até sete metros de altura. À noite, costuma repousar enrolada na vegetação, podendo ser encontrada a até nove metros do solo. Sua dieta é composta principalmente por anuros, mas inclui também répteis, como os lagartos Anolis fuscoauratus e Polychrus marmoratus. Fêmeas grávidas carregam entre sete e dez ovos nos ovidutos, embora o tamanho completo da ninhada ainda seja desconhecido. Quando perturbada, a espécie pode adotar comportamento defensivo agressivo, erguendo o terço anterior do corpo e desferindo investidas repetidas. Apesar dessa postura intimidadora, trata-se de uma serpente áglifa, ou seja, desprovida de presas especializadas para injeção de veneno. No Equador, já foram observados dois machos da espécie envolvidos em combate ritualizado, comportamento comum entre serpentes na disputa por fêmeas.

## Conservação
A União Internacional para a Conservação da Natureza (UICN) classifica Chironius multiventris como uma espécie pouco preocupante (LC), em decorrência de sua ampla distribuição, por ser comum, por sua presença em muitas áreas protegidas e por não existirem ameaças que afetem diretamente sua sobrevivência. Em 2018, foi classificada como menos preocupante (LC) no Livro Vermelho da Fauna Brasileira Ameaçada de Extinção do Instituto Chico Mendes de Conservação da Biodiversidade (ICMBio).